# Корацци, Антонио
Антонио Корацци (итал. и пол. Antonio Corazzi; 16 декабря 1792, Ливорно, Тоскана — 26 апреля 1877, Флоренция) — итальянский архитектор, работавший в Польше; представитель классицизма.
Автор Большого театра и других монументальных общественных зданий, во многом определивших облик центра Варшавы.

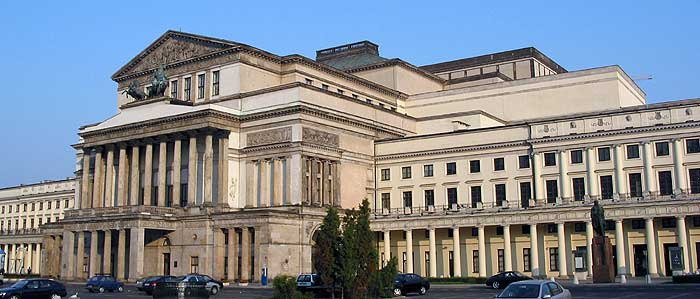
Большой театр